# Czernigowka
Czernigowka (ros. Черниговка, baszk. Черниговка) – wieś (ros. деревня, trb. dieriewnia) w Baszkirii w rejonie dawlekanowskim. 1 stycznia 2009 r. wieś zamieszkiwało 106 osób, z których 42% stanowili Rosjanie. W Czernigowce urodził się metropolita Maksym.